# Armata 15-funtowa
Armata 15-funtowa (Ordnance QF 15-pdr), brytyjska armata polowa kalibru 3 cale (76,2 mm) z okresu I wojny światowej. 
W czasie II wojny burskiej ku zaskoczeniu Brytyjczyków burskie republiki Transwal i Orania miała znacznie nowocześniejsze wyposażenia artyleryjskie niż wojska brytyjskie i w wyniku tych doświadczeń w 1901 zamówiono 108 dział tego typu w niemieckich zakładach.
Armaty tego typu były używane w początkowym okresie I wojny światowej, ale zostały dość szybko wycofane jako nienadające się do pozycyjnych walk. Część armat została wysłana do Egiptu, gdzie były używane do końca wojny. Angielska nazwa armaty pochodzi od przybliżonej masy pocisku - 14-15 funtów (ok. 6,35 kg).
W 1901 także Norwegia zamówiła 108 dział tego typu, ale o kalibrze 75 mm i różniących się szczegółami konstrukcyjnymi od armat brytyjskich, działa te otrzymały oznaczenia 7.5-cm Feltkanon L631 M/01, część z tych armat była w użyciu na początku II wojny światowej i zostały one przejęte przez armię niemiecką, w służbie niemieckiej nosiły oznaczenie 7.5 cm FK246(n).

## Amunicja
|               |                    |         |
| Nabój Mk. III | pocisk szrapnelowy | kartacz |